# About a Girl (너바나의 노래)
〈About a Girl〉은 미국의 록 밴드 너바나의 노래다. 커트 코베인 작곡작사. 너바나의 1집 앨범 《Bleach》에 수록되어 1989년 6월 발표되었다.
1993년 11월의 너바나의 《MTV 언플러그드》 공연에서의 녹음이 1994년 10월 싱글로서 발매되었다(《MTV Unplugged in New York》의 홍보용). 이는 코베인 사후 너바나의 첫 싱글로서 차트 최고성적은 빌보드 모던 록 트랙 차트 1위, 빌보드 핫 100 에어플레이 차트 22위였다.

## 만들어진 경위
본곡은 1988년 쓰였다. 전해지기로는 코베인이 어느 날 오후의 전부를 《Meet the Beatles!》를 듣는 데 할애하고서 쓴 것이라 한다.
처음 녹음화한 것은 잭 엔디노가 총괄한 1988년 12월 시애틀의 리시프로컬 레코딩에서였으며 바로 이 판이 너바나의 1989년의 제1집 《Bleach》에 수록된 것이다. 처음으로 연예된 것은 1989년 2월 올림피아의 에버그린 주립대학에서였다.
코베인 본인의 말에 의하면 사실 본곡에서의 팝적인 자기의 악풍을 내보이지 않으려고 원래는 《Bleach》에 수록시키지 않을 생각이었다고 한다. 이렇게까지 수록을 꺼린 것은 당시의 그런지를 숭상한 자기네 팬들 때문이었다 한다. 이하 데이브 프릭키와 한 인터뷰에서 거듭 말했다.
 "《Bleach》에다 〈About a Girl〉을 넣는 것조차도 위험한 일이었어요. 누가 보더래도 팝 송이니요. 제가 원체로 R.E.M.이나 60년대 음악을 좋아하거든요. 근데 저기 저 사회, 그러니까 언더그라운드에서는 대단히 압박을 많이 줘요. 꼭 고등학교에서 볼 수 있는 그런 것 마냥. R.E.M.의 그 쩽그렁한 팝 송을 그런지 앨범에다 수록한다, 이 씬에서만큼은 대단히 위험한 일이었다 이거예요." 
엔디노는 그러나 본곡에 대단한 자신을 가지고 싱글로까지 출시해도 무방하겠다 생각했다 한다. 이하 1997년의 《골드마인》 인터뷰에서 코베인이 본곡을 수록함에 있어서 가진 두려움을 회고했다.
"군이 〈About a Girl〉을 넣음에 두려움이 있었음은 틀림없었습니다. 그러나 또한 넣어야만 한다는 고집이 있었어요. 나한테 말하되 "잭 씨, 다른 곡들이랑은 전혀 다른 곡이 하나 있어요. 우리를 좀 유쾌하게 해 주셔야겠어요. 지금부터 숫제 팝 송을 녹음할 거 거든요." 했거든요." 한 순간은 서브 팝이 이것을 좋아해 줄는지 모르겠다 싶기도 했지만, 우리는 또 "어쩌라고" 했습니다. 서브 팝은 암말도 없더군요. 오히려 좋아해 주더라니까요."
2004년 너바나의 제2집 앨범 《Nevermind》를 프로듀싱했던 부치 빅이 말하되 본곡에서부터 너바나가 더 이상 그런지에 귀속된 밴드가 아님의 힌트가 엿보인다 했다. "... 코베인 군은 비틀즈의 대단한 팬이기도 하고 내가 그랑 오랫동안 있으면서 보니 그네의 영향이 군의 작곡에 영향을 줬음이 더욱더 명백해지더군요."
1989년 10월 26일 너바나의 첫 BBC 필 세션에서의 공연이 런던 마이다 베일 스튜디오의 페드 데 보노에 의해 녹음되었다. 이 공연의 방송은 1989년 11월 22일에 있었다. 다음으로 1989년 11월 1일 네덜란드 힐베르쉼의 빌라 65에서 또다른 판이 녹음되었다.
2002년 10월 컴필레이션 앨범 《Nirvana》에 스튜디오 판이 재수록되었으며 2010년 8월의 컴필레이션 《Icon》에서 《MTV 언플러그드》 판이 재수록되었다.
본곡이 마지막으로 공연되기는 너바나의 마지막 콘서트이기도 한 1994년 3월 1일의 독일 뮌헨의 터미널 아인즈 공연에서였다.

## 차트 성적
| 차트 (1994)                   | 최고 순위 |
| ----------------------------- | --------- |
| 오스트레일리아 (ARIA)         | 4         |
| 벨기에 (울트라탑 50 플랑드르) | 13        |
| 캐나다 탑 싱글 (RPM)          | 10        |
| 덴마크 (Tracklisten)          | 7         |
| 유러피언 핫 100 싱글 (빌보드) | 64        |
| 핀란드 (오피셜 피니쉬 차트)   | 8         |
| 프랑스 (SNEP)                 | 23        |
| 아이슬란드 (Helgarpósturinn)  | 3         |
| 이탈리아 (FIMI)               | 20        |
| 네덜란드 (네덜란드스 탑 40)   | 26        |
| 네덜란드 (싱글 톱 100)        | 22        |
| 폴란드 (LP3)                  | 3         |
| 스웨덴 (스베리예토프리스탄)   | 20        |
| 미국 팝 송 (빌보드)           | 29        |
| 미국 라디오 송 (빌보드)       | 22        |
| 미국 얼터너티브 송 (빌보드)   | 1         |
| 미국 메인스트림 록 (빌보드)   | 3         |

| 차트 (1999)                       | 최고 순위 |
| --------------------------------- | --------- |
| 영국 록/메탈 (오피셜 차트 컴퍼니) | 33        |

## 참여 인원
- 커트 코베인 - 보컬, 리드 기타
- 크리스 노보셀릭 - 베이스
- 데이브 그롤 - 드럼, 탬버린, 백 보컬
- 팻 스미어 - 리듬 기타

## 참고 문헌
- About a Girl discography information at sliver.it
- Azerrad, Michael. Come as You Are: The Story of Nirvana, Doubleday, New York: 1993, ISBN 0-86369-746-1